# الجمعيات الخيرية الأمريكية لفلسطين
الجمعيات الخيرية الأمريكية لفلسطين (ACP) هي منظمة خيرية غير ربحية 501 (ج) (3) مقرها واشنطن العاصمة، وتدعم تطوير قطاعي التعليم والصحة في فلسطين.

## تاريخ
تأسست الجمعيات الخيرية الأمريكية لفلسطين في يونيو 2007. في أغسطس 2008، وقعت مؤسسة الجمعيات الخيرية الأمريكية لفلسطين مذكرة تفاهم مع الوكالة الأمريكية للتنمية الدولية (USAID) لضمان أن جميع المتلقين لتبرعات مؤسسة الجمعيات الخيرية الأمريكية لفلسطين في فلسطين يتم فحصهم بالكامل والموافقة عليهم من قبل الوكالة الأمريكية للتنمية الدولية. وهذه هي أول اتفاقية من نوعها بين الوكالة الأمريكية للتنمية الدولية وأي منظمة خاصة، وقد وصفتها مديرة الوكالة هنريتا فور بأنها "خطوة تاريخية".

### المشاريع السابقة
منذ توقيع اتفاقية الشراكة مع الوكالة الأمريكية للتنمية الدولية، قادت الجمعيات الخيرية الأمريكية لفلسطين ثلاث مبادرات خيرية بقيمة تزيد عن 600 ألف دولار، والتي استفاد منها الفلسطينيون في الضفة الغربية .
في عام 2008، قامت الجمعيات الخيرية الأمريكية لفلسطين ووزارة التعليم الفلسطينية والوكالة الأمريكية للتنمية الدولية بتوزيع 1000 جهاز كمبيوتر محمول تم التبرع بها من قبل مؤسسة كمبيوتر محمول لكل طفل. وتم تسليم أجهزة الكمبيوتر المحمولة إلى المدارس التي تديرها السلطة الوطنية الفلسطينية ، ووكالة الأمم المتحدة لإغاثة وتشغيل اللاجئين الفلسطينيين في الشرق الأدنى (الأونروا)، والقطاع الخاص.
في عام 2009، قدمت مؤسسة خيرية أمريكية لفلسطين مساهمة قدرها 5000 دولار أمريكي لمركز سبافورد للأطفال من أجل رفاهية أطفال القدس.
وفي عام 2009 أيضاً، أقامت الجمعيات الخيرية الأمريكية لفلسطين شراكة مع مؤسسة CHF الدولية ومؤسسة الشيخ محمد الشامي لبدء مشروع تنمية بقيمة 300 ألف دولار في قرية بيت عور التحتا بالضفة الغربية، حيث تم تركيب أعمدة الإنارة على طول جميع طرق القرية وإجراء تحسينات هيكلية على الطريق الرئيسي والطريق المؤدي إلى المدرسة الثانوية الجديدة للبنات والتي تبرعت بها مؤسسة الشامي بالفعل.

## روابط خارجية
- موقع الجمعيات الخيرية الأمريكية لفلسطين